# مدونة أخلاقية
المدونة الأخلاقية هي وثيقة تتبناها المنظمات وتتألف من من ثلاثة مستويات هي  مدونات أخلاق العمل، ومدونات سلوك الموظفين، ومدونات الممارسات المهنية. وتتبنى بعض المنظمات المدونة الأخلاقية لمساعدة أعضائها في فهم الفرق بين «الصحيح» و «الخطأ» وتطبيق هذا الفهم على قراراتهم. 

## مدونة الأخلاقيات أو مدونة السلوك؟ (أخلاقيات الشركات أو الأعمال)
تستخدم العديد من الشركات عبارات مدونة أخلاقية و مدونة قواعد السلوك كمترادفات ولكن قد يكون من المفيد التمييز بينهما. المدونة الأخلاقية  تبدأ من خلال تحديد القيم التي ترتكز عليها وتصف التزام الشركة تجاه أصحاب المصلحة. وعادة ما تكون هذه المدونة متاحة للجمهور وموجهة إلى أي شخص لديه مصلحة في أنشطة الشركة والطريقة التي تعمل بها. إلى جانب ذلك  تشمل تفاصيل كيف تخطط الشركة لتنفيذ قيمها ورؤيتها، وكذلك توجيهات للموظفين بشأن المعايير الأخلاقية وكيفية تحقيقها. أما مدونة قواعد السلوك فهي عموما موجهة إلى الموظفين وحدهم. كما أنها تهدف لتعريف محددات السلوك، وتكون مركزة على الامتثال أو القواعد أكثر من تركيزها على القيم أو المبادئ.  

## مدونة الممارسة (أخلاقيات المهنة)
وتعتمد مدونة للممارسة من جانب مهنة أو منظمة حكومية أو غير حكومية لتنظيم هذه المهنة. ويمكن وضع مدونة للممارسات غرار ميثاق المسؤولية المهنية التي تناقش القضايا الصعبة، والقرارات الصعبة التي غالبا ما يلزم اتخاذها، وتقدم وصفا واضحا للسلوك الذي يعتبر "أخلاقيا" أو "صحيحا" أو "صائبا" " في هذه الظروف. وفي سياق العضوية، يمكن أن يؤدي عدم الامتثال لقواعد الممارسة إلى الطرد من المنظمة المهنية. وقد قدم الاتحاد الدولي للمحاسبين في التعريف الذي وضعه في عام 2007 التوجيهات الدولية بشأن الممارسات الجيدة، وهو وضع مدونة سلوك فعالة للمنظمات ووضعها، التعريف العملي التالي:
«المبادئ، والقيم، والمعايير، أو قواعد السلوك التي توجه القرارات والإجراءات والنظم المنظمة بطريقة (أ) يساهم في رفاه أصحاب المصلحة الرئيسيين، و (ب) يحترم حقوق جميع الهيئات المكونة المتأثرة يعملياتها.»[بحاجة لرقم الصفحة]
وفيما يلي بعض الأمثلة على الدونات المهنية للجمعية الأمريكية للعلاقات العامة (PRSA) جمعية الصحافيين المحترفين (SPJ):
PRSA مدونة الأخلاقيات

«الولاء: نحن مخلصون لمن نمثلهم، مع احترام التزامنا بخدمة المصلحة العامة». «الإنصاف: نحن نتعامل بنزاهة مع العملاء وأرباب العمل والمنافسين والأقران والباعة ووسائل الإعلام، وعامة الناس. نحن نحترم جميع الآراء ونؤيد حق حرية التعبير»

SPJ مدونة الأخلاقيات
"تقليل الضرر... موازنة حاجة الجمهور إلى المعلومات ضد الأضرار المحتملة أو عدم الراحة. السعي وراء الأخبار ترخيصا للغطرسة أو التدخل غير المبرر. ... توازن حق المشتبه به في محاكمة عادلة مع حق الجمهور في المعرفة. النظر في الآثار المترتبة على تحديد المشتبه بهم جنائيا قبل أن يواجهوا اتهامات قانونية.  "التصرف بشكل مستقل... تجنب تضارب المصالح، حقيقي أو متصور. الكشف عن الصراعات التي لا يمكن تجنبها ".

## أمثلة

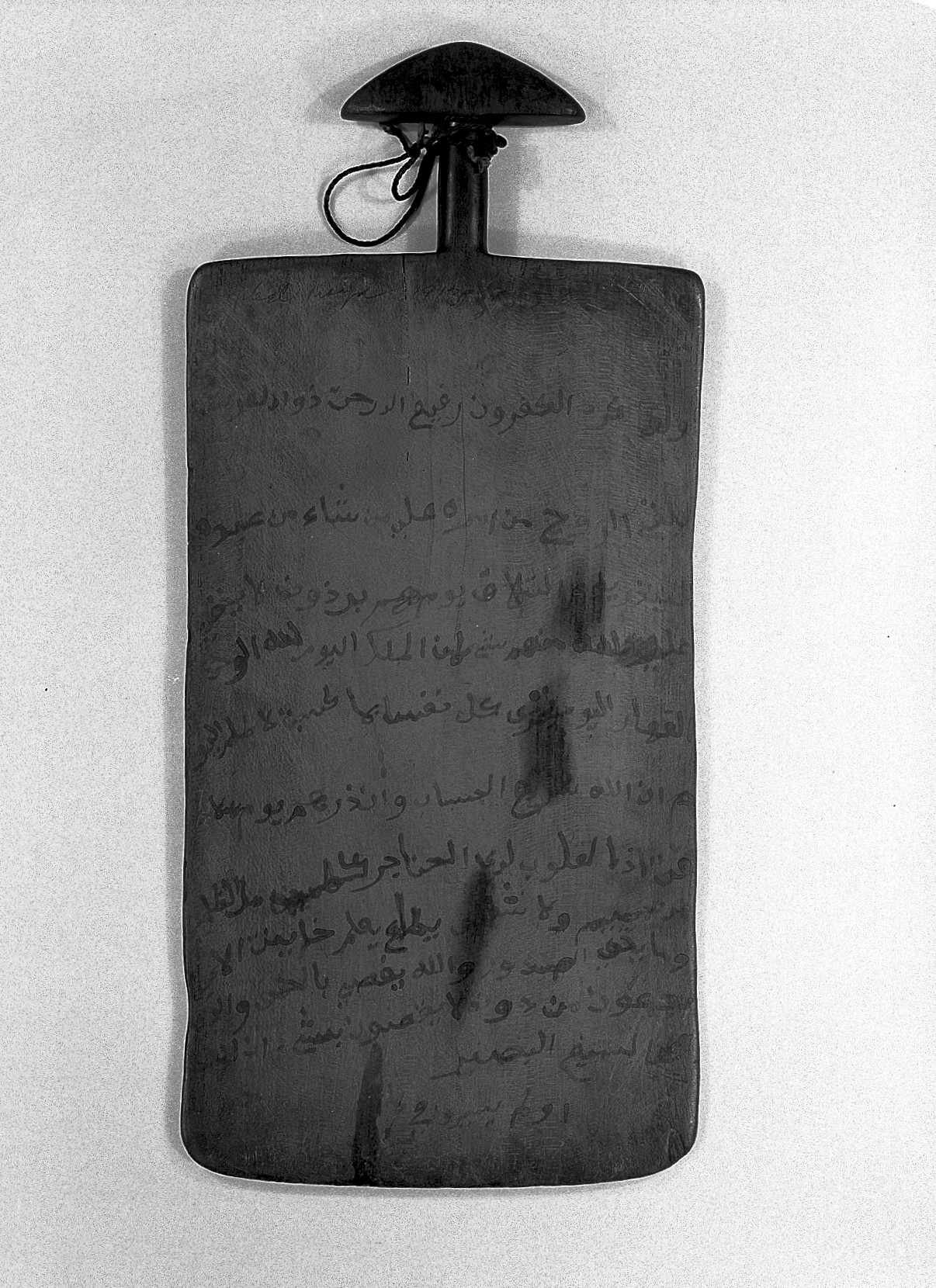
قرص خشبي من جبل مويا ، مدون عليه مدونة أخلاقية متعلقة بموسى (سطر 7) فرعون (خط 12).